# Crisanto Medina
Pour les articles homonymes, voir Medina.
Crisanto Medina (mort en 1868) est un homme d'affaires argentin, installé au Nicaragua et au Costa Rica, devenu diplomate, banquier et proche du président du Costa Rica, Juan Rafael Mora Porras.

## Biographie
Capitaine de navire, don Crisanto Medina s'installe au Nicaragua puis se lie avec la famille Salazar, s'enrichit et s'installe au milieu des années 1840 au Costa Rica, où il obtient la concession nationale du tabac.
Il hérite  par alliance de la "Hacienda Miravalles". Il est recommandé par le gouvernement pour former une grande colonie allemande sur ses terres, les colons étant chargés de tracer une route jusqu'à l'océan. Le volcan Miravalles, prend le nom de la hacienda de Crisanto Medina, qui fonde aussi une maison de négoce, qui devient l'un des principaux exportateurs de café du pays.
Le 1er juin 1858, Crisanto Medina obtient pour lui et ses associés un mandat du gouvernement pour fonder la "National Bank of Costa Rica" , qui se retrouve en difficulté quand son associée, la Banque de Liverpool fait faillite".
La maison Medina et fils, composée de Crisanto Medina senior, Perfecto Medina et Crisanto junior, tous naturalisés citoyens des États-Unis, se plaint de troubles graves apportés à son commerce à plusieurs reprises. Son fils Crisanto Medina junior, retourné au Nicaragua, devient l'ambassadeur à Paris de ce pays.